# Lee Slattery

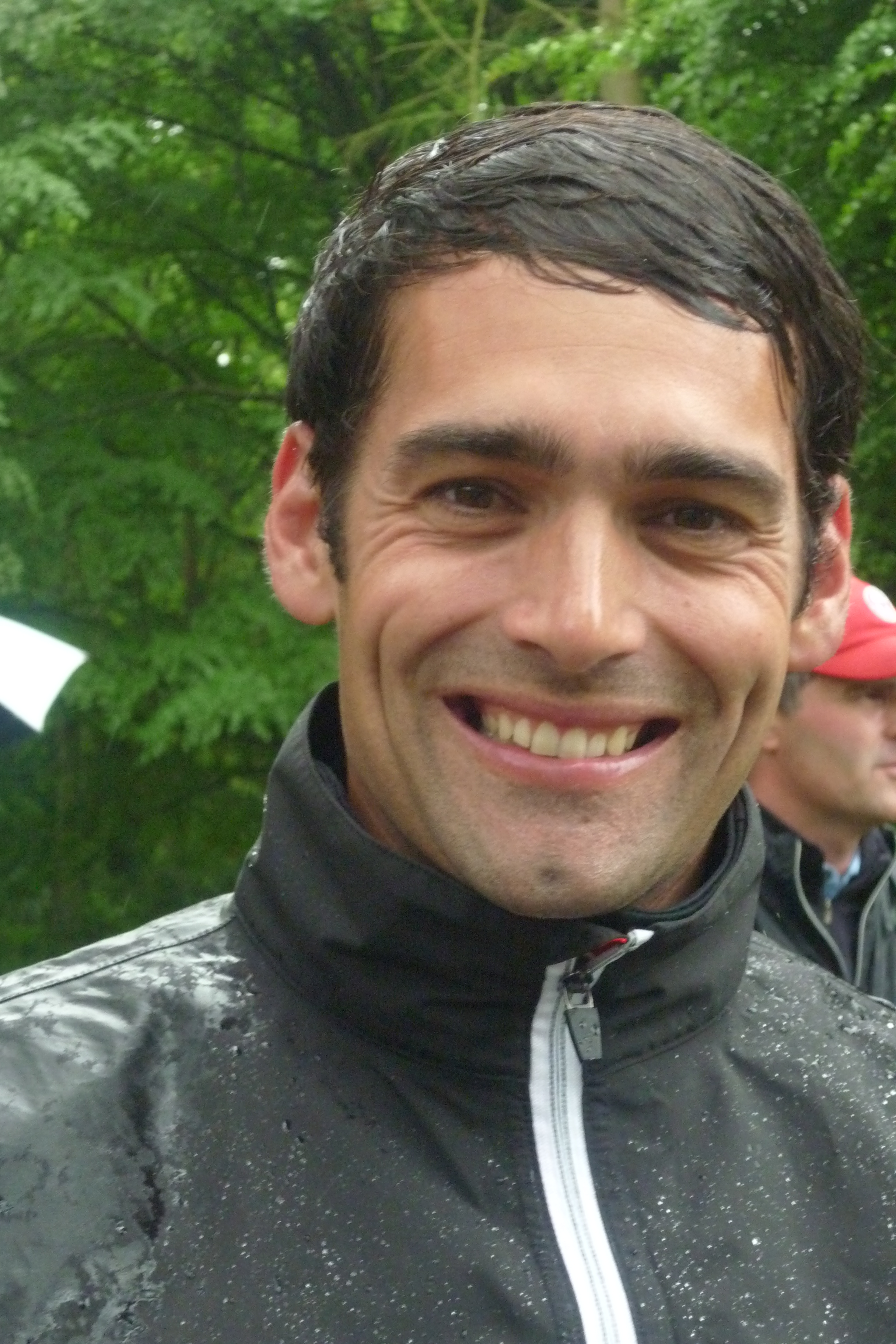
Telenet Trophy 2010.

Lee A. Slattery (Southport, Lancashire, 3 augustus 1978 is een professioneel golfer uit Engeland.
Slattery werd in 1998 professional en had toen handicap +3. Eind 1999 ging hij naar de Tourschool maar kreeg geen spelerskaart voor de Europese Tour. Hij was dus aangewezen op kleine toernooien in Engeland. 
Nadat hij hersteld was van de ziekte van Pfeiffer begon hij in 2004 weer op de EuroPro Tour en won twee toernooien. Datzelfde jaar werd hij nummer 1 van de Europese Challenge Tour en promoveerde naar de Europese PGA Tour. Hij werd onder andere 4de op het KLM Open van 2008.
Eind 2009 verloor hij zijn tourkaart, hij speelt nu op de Challenge Tour. 's Winters speelt hij op de Sunshine Tour in Zuid-Afrika.
Tijdens de eerste ronde van de Telenet Trophy vestigde hij in 2010 een baanrecord op Rinkven met een score van 64 (-8).

## Gewonnen
EuroPro Tour
- 2004: PokerMillion.com European Masters op Goodwood Park, 888.com Masters op Stoke-by-Nayland

Challenge Tour
- 2004: Telia Grand Prix
- 2010: Telenet Trophy (-21)

Europese Tour
- 2011: Madrid Masters (-15)